# 邵仲毅
邵仲毅（1968年8月24日—），山东莒县人，汉族，中华人民共和国政治人物、第十二届全国人民代表大会山东地区代表。
毕业于山东省委党校经济管理专业。2013年，担任全国人大代表。